# Działo 406 mm L/45 Mark 6
Działo 406 mm L/45 Mark 6 – amerykańskie lekkie działo okrętowe kalibru 406 mm i długości lufy 45 kalibrów typu szóstego, które było używane w trzydziałowych wieżach artylerii głównej na pancernikach „North Carolina”, „Washington”, „South Dakota”, „Indiana”, „Massachusetts” i „Alabama”.
Wewnętrznie działa te były podobne do wcześniejszych dział o tej samej długości lufy, de facto identyczne z działami Mark 8, z istotną różnicą w postaci możliwości wystrzeliwania pocisków przeciwpancernych o masie 1225 kilogramów.
| Masa wieży bez amunicji       | 1426-1460 ton                                          |
| Średnica ścieżki obrotu       | 10,49 metra                                            |
| Średnica wewnętrzna barbety   | 11,35 metra                                            |
| Odległość między osiami dział | 2,97 metra                                             |
| Odrzut                        | 122 cm                                                 |
| Maksymalna prędkość elewacji  | 12° /sek                                               |
| Maksymalna prędkość obrotu    | 4° /sek                                                |
| Cykl odpalenia                | 30 sekund                                              |
| Opancerzenie                  |                                                        |
| Typ North Carolina:           | front: 406 mm, boki: 249 mm tył: 300 mm, strop: 179 mm |
| Typ South Dakota:             | front: 457 mm, boki: 241 mm tył: 305 mm, strop: 184 mm |